# Роман Далассин
Роман Далассин (ср.-греч. Ρωμανός Δαλασσηνός; около 980 года — после 1039 года) — государственный деятель Византийской империи.

## Биография
Происходил из провинциального рода Далассинов. Младший сын Дамиана Далассина, дуки Антиохии. Родился где-то около 980 года. Участвовал в битве при Апамее, где византийцы потерпели поражение от Фатимидского халифата. При этом отец погиб, а братья Константин и Феофилакт попали в плен. Роман сумел спастись.
О деятельности Романа Далассина с 998 по 1021 год мало сведений. По мнению ряда исследователей, участвовал в боевых действиях в Сирии и на Кавказе. Хорошее знание тамошней ситуации привело к тому, что император Василий II в 1021 году назначил Романа Далассина катепаном фемы Иберия, предоставив титул спафария. Оставался на своем посту до 1022 года, когда был заменён братом Феофилактом.
После этого получил назначение стратегом фемы Анатолик. Оставался в должности до 1028 года, когда император Константин VIII, опасаясь чрезмерного влияния Далассинов в азиатских владениях империи (Феофилакт Далассин был катепаном Иберии, а Константин Далассин — дукой Антиохии), лишил Далассина должности.
В 1039 году сослан императором Михаилом IV. Дальнейшая судьба неизвестна.